# Vasil Gospodinov
Vasil Gueorgiev Gospodinov –en búlgaro, Васил Георгиев Господинов– (5 de noviembre de 1993) es un deportista búlgaro que compite en halterofilia. Ganó dos medallas en el Campeonato Europeo de Halterofilia, plata en 2017 y bronce en 2014.

## Palmarés internacional
| Campeonato Europeo | Campeonato Europeo | Campeonato Europeo | Campeonato Europeo |
| Año                | Lugar              | Medalla            | Categoría          |
| ------------------ | ------------------ | ------------------ | ------------------ |
| 2014               | Tel Aviv (Israel)  | Medalla de bronce  | 94 kg              |
| 2017               | Split (Croacia)    | Medalla de plata   | 105 kg             |